# Alisso

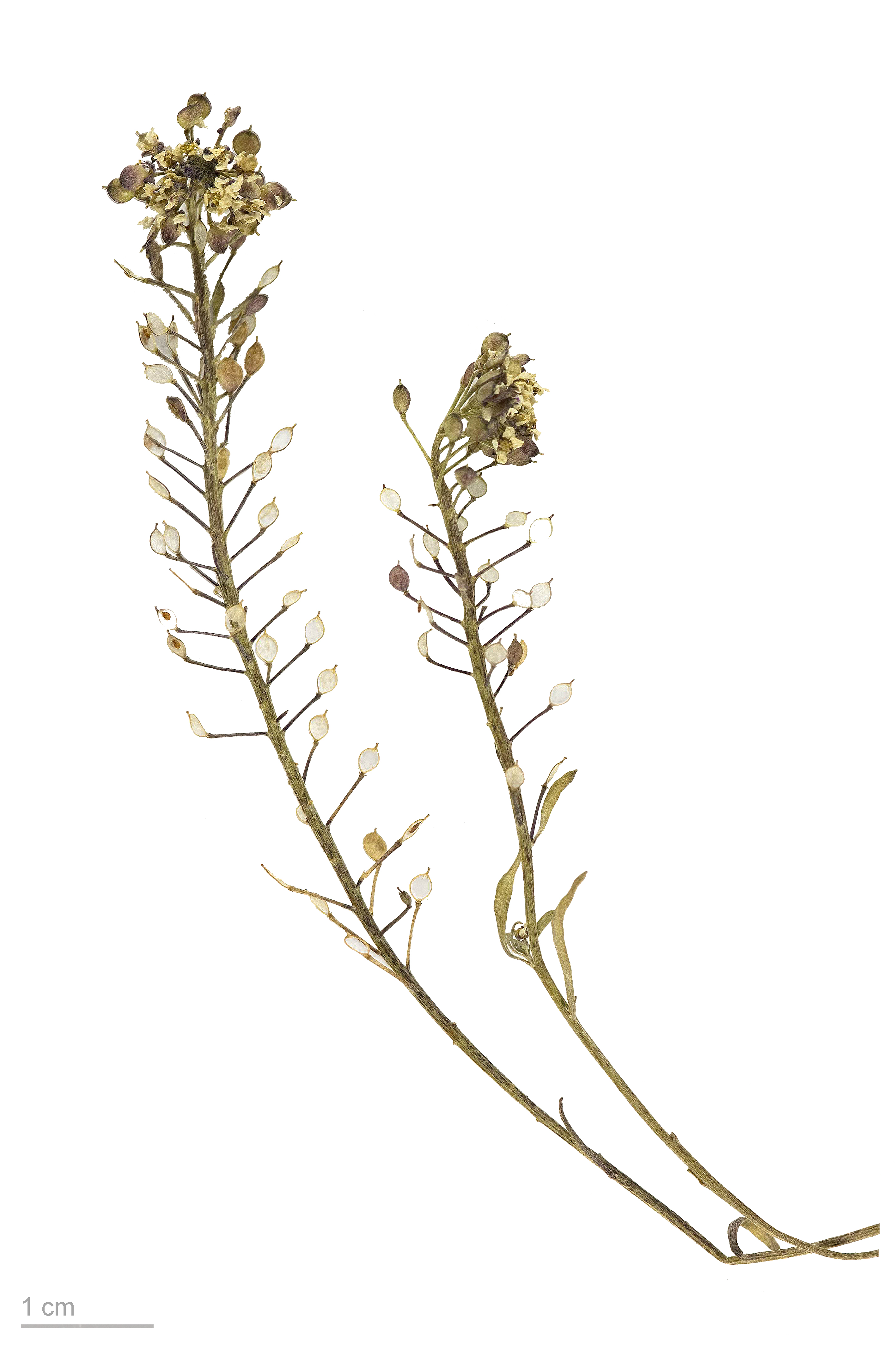
Lobularia maritima - MHNT

O alisso (Lobularia maritima, antes  Alyssum maritimum) também chamado alisso-doce, flor-de-mel, tomelos, açafate-de-prata, escudinha ou alyssum (o género em que antes estava classificada), é uma planta da família Brassicaceae.

## Distribuição geográfica
Nativa das regiões do Mediterrâneo e Macaronésia (Canárias e Açores), pode ser encontrada desde zonas costeiras até zonas de montanha. Tornou-se largamente naturalizada em muitas zonas temperadas do mundo.

## Descrição
É uma planta anual (raramente uma planta perene com período vegetativo curto) que atinge entre 10 a 30 cm de altura. Apresenta-se ligeiramente lenhificada na base, com pequenas folhas lineares, ovais a lanceoladas, com 1 a 4 cm de comprimento e 2 a 5 mm de largura, de cor esbranquiçada devido ao tomento que as cobre.
Desenvolve uma inflorescência com numerosas pequenas flores brancas (raramente de cor rosa ou ou lavanda), de quatro pétalas, que cobrem toda a planta. As flores exalam uma fragrância doce e produzem-se durante toda a estação de desenvolvimento, ou ao longo de todo o ano em zonas livres de geadas invernais. As inflorescências vão-se alargando à medida que as flores se vão abrindo e fecundando.
Os frutos maduros são muito característicos porque, após a queda das sementes, persiste um replo de forma quase circular.

## Cultivo e aplicações

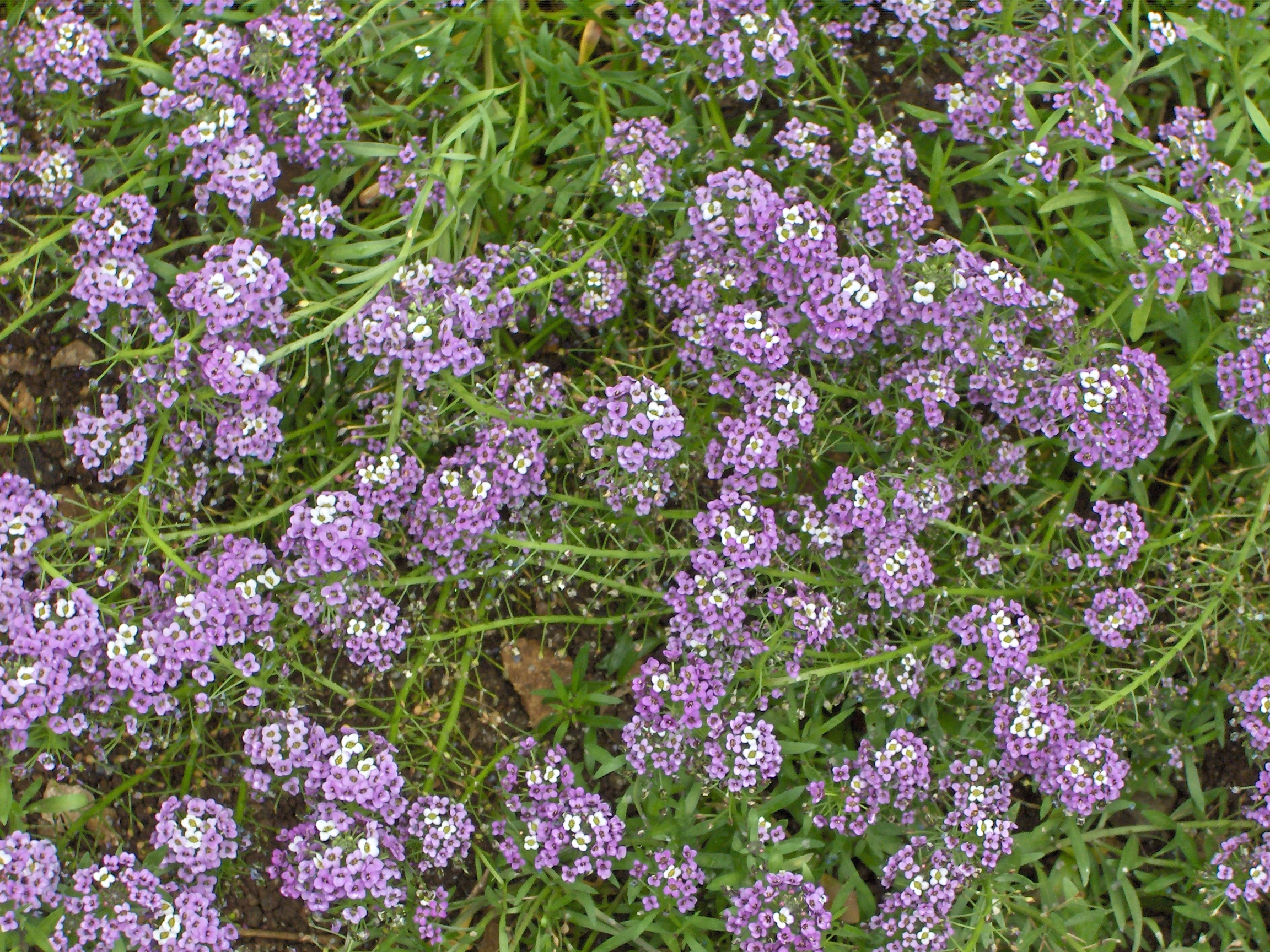
Um cultivar com flores de cor violeta.

O período de plantio é no princípio da primavera, requerendo poucos cuidados enquanto se desenvolve. Floresce com mais vigor se forem retiradas as flores já murchas. Nos jardins, utilizam-se para cobrir os solos, pois raramente atingem altura superior a 20 cm. Existem numerosos cultivares utilizados em jardinagem.
Prefere locais de meia sombra, é resistente ao calor e à seca. As plantas com flores de cores escuras adaptam-se melhor aos climas mais frios.

## Sinónimos
| - Alyssum maritimum f. argentatum Font Quer - Alyssum maritimum f. crassifolium Font Quer - Alyssum maritimum f. densiflorum (Lange) Briq. - Alyssum maritimum f. densiflorum (Lange) Samp. - Alyssum maritimum f. virescens Font Quer - Alyssum maritimum var. densiflorum (Lange) Rouy & Foucaud - Alyssum maritimum var. genuinum Rouy & Foucaud - Alyssum maritimum var. lepidoides Ball - Alyssum maritimum var. macrophyllum Pau - Alyssum maritimum (L.) Lam. - Alyssum murcicum Sennen - Alyssum odoratum hort. | - Alyssum strigulosum (Kuntze) Amo - Clypeola maritima L. - Koniga maritima var. densiflora (Lange) Rouy - Koniga maritima var. genuina Rouy - Koniga maritima var. strigulosa (Kuntze) Rouy - Koniga maritima (L.) R. Br. in Denham & Clapperton - Koniga strigulosa (Kuntze) Nyman - Lobularia maritima f. densiflora (Lange) Maire - Lobularia maritima subsp. columbretensis R. Fern. - Lobularia maritima (L.) Desv. subsp. maritima (L.) Desv. - Lobularia maritima var. densiflora Lange - Lobularia strigulosa (Kuntze) Willk. in Willk. & Lange - Ptilotrichum strigulosum Kunze |